# Лоре, Женнифер
Же́ннифер Лоре́ (англ. Jennifer Lauret; 1 января 1980, Тулуза, Франция) — французская актриса.

## Биография
Женнифер Лоре родилась 1 января 1980 года в Тулузе (Франция), но позже она переехала в пригород Парижа Шампиньи-сюр-Марн, где проживала до 1997 года.
Женнифер начала карьеру актрисы в 1986 году со съёмок в рекламе Барби. В 1988 году Лоре также начала сниматься в кино и в настоящее время она сыграла в 21-м фильме и телесериале.
В 2000—2002 года Женнифер была замужем за пожарным Янником Роже. В этих отношениях Лоре родила своего первенца — дочь Карлу Роже (род.01.05.1999).
С 1 декабря 2007 года Женнифер замужем во второй раз за промоутером Патриком Соррентино (род.1967), с которым она встречалась 2 года до их свадьбы. В этих отношениях Лоре родила своих вторую, третью и четвёртую дочерей — Шану Соррентино (род.06.04.2007), Анну Соррентино (род.02.07.2010) и Нелл Соррентино (род.09.05.2012).

## Фильмография
- 1988 — Matin de mariage
- 1988 — La main dans le chapeau
- 1990 — Hôtel de police
- 1991 — Марк и Софи / Marc et Sophie — Жюльетта
- 1991 — Génial, mes parents divorcent! — Пенелопа
- 1991 — Paparoff
- 1992 — 2 bis, rue de la Combine
- 1994 — Passé sous silence — Сесиль в молодости
- 1994 — Coeur à prendre — Валери Буке
- 1995 — Река надежды / La rivière Espérance — 13-летняя Виржини
- 1997 — Bonne fête papa — Марион
- 1997 — Amour et confusions
- 1997 — Особый урок / Une leçon particulière — Ванесса
- 1997 — Une femme très très très amoureuse — Юдит
- 1997 — La fine équipe — Ванесса
- 2003 — Робинзон Крузо / Robinson Crusoë — 20-летняя Изабель
- 2006 — Комиссар Мулен / Commissaire Moulin — Жюли Жонке
- 2008 — Bébé à bord — Лола
- 2006—2012 — Кемпинг «Парадиз» / Camping Paradis — Ариана Леруа
- 1992—2013 — Жюли Леско / Julie Lescaut — Сара Леско
- 1992—2017 — Великолепная семья / Une famille formidable — Фредерик Бомон